# Weston-super-Mare Swimming Club
El Weston-super-Mare Swimming Club es un club de waterpolo y natación inglés con sede en la ciudad de Weston-super-Mare.

## Historia
A principios del siglo XX era uno de los equipos más prestigiosos de Inglaterra, como los campeonatos ingleses de 1906 y 1907 y el Trofeo Henry Banjamin de 1908. En los primeros años en el club jugaron waterpolistas campeones olímpicos como Paul Radmilovic y Thomas Thould.

## Palmarés
- 2 títulos nacionales de Inglaterra. (1906, 1907)
- Trofeo Henry Banjamin de 1908